# Pavao VI.
Sveti Pavao VI. lat. Sanctus Paulus PP. VI. (Concesio, 26. rujna 1897. – Castel Gandolfo, 6. kolovoza 1978.), rođen kao Giovanni Battista Montini, 262. poglavar Katoličke Crkve, papa od 21. lipnja 1963. do smrti 1978. godine.

## Životopis

### Raniji život
Giovanni Battista rodio se 26. rujna 1897. kao drugo dijete u obitelji mjesnih plemića. Njegov otac George Montini i majka Giuditta, rođena Alghisi, imali su još dva sina Ludovica i Francisca. Giovanni je kao dječak bio sramežljiv i vrlo osjetljivog zdravlja. Njegova nesigurnost i hipersenzibilnost pratit će ga kroz cijeli život i nikada ih neće u potpunosti uspjeti sakriti pred ljudima. Ali to ga neće spriječiti da postane papa. Osnovno obrazovanje završio je u isusovačkoj školi u Bresciji. Nakon redovnog školovanja s devetnaest godina odlazi u sjemenište, a za svećenika je zaređen u Bresciji 29. svibnja 1920. Nastavlja studij teologije i prava u Rimu, na Papinskom sveučilištu Gregoriana i Papinskoj akademiji za obrazovanje diplomata (Accademia dei Nobili Ecclesiastici). 
Godine 1923. papa Pio XI. šalje ga u službu pri nuncijaturi u Varšavi, ali zbog zdravstvenih razloga brzo napušta tu dužnost. Nakon toga radi u Državnom tajništvu za vrijeme kardinala Gasparrija, a od 1931. predaje na Akademiji povijest diplomacije. Od 1937. postaje bliski suradnik državnog tajnika kardinala Eugenija Pacellija. Kada je kardinal Pacelli 1939. izabran za papu Pia XII., Montini nastavlja usku suradnju s njim. Godine 1954. papa Pio XII. imenuje ga milanskim nadbiskupom, a četiri godine kasnije papa Ivan XXIII. imenuje ga i kardinalom. U listopadu 1962. s radom započinje Drugi vatikanski sabor. Iako papa Ivan XXIII. nije imao konkretan program za rad Sabora (Koncila), Papa je želio, kako je rekao, u Crkvi provesti "aggiornamento", tj. posadašnjenje. U tu koncepcijsku zbrku red je unio kardinal Montini koji je na jedanaest stranica pisanih rukom predložio jasnu liniju, sadržajno i organizacijski, te dobio potporu većine biskupa, čime je bila osigurana budućnost Koncila.

### Izbor za papu
Osam mjeseci kasnije umro je papa Ivan XXIII. Od samog početka Montini je "papabile", najizgledniji kandidat. Na konklavama je sudjelovalo 80 kardinala, što je tada predstavljalo najveći broj izbornika u povijesti Crkve. U petom krugu glasovanja 21. lipnja 1963. Giovanni Battista Montini izabran je za 262. nasljednika apostola Petra. Uzima si ime Pavao po uzoru na apostola Pavla.

### Pontifikat
Na početku svoga pontifikata papa Pavao VI. postavio je sebi četiri cilja: nastavak Koncila; razgovore o sjedinjenju s Istočnom Crkvom; otvoreniji pristup prema kršćanskim crkvama na Zapadu i otvaranje Crkve prema modernom svijetu. Tako je i bilo. Brojni Papini tekstovi objavljeni od 1963., govori i pozdravni govori, te njegova putovanja po svijetu imali su uvijek za glavni cilj neku od tih točaka. Bio je posljednji papa koji je krunjen tijarom.  Značajno je reducirao ceremonije, pa je čak i tijaru, koju je dobio na poklon, prodao u korist siromaha. Bio je prvi papa koji je putovao po svijetu. Samo pola godine nakon izbora, otputovao je u Svetu zemlju. Želio je hodočastiti na mjesta kuda je Isus hodao. U prosincu 1964. Papa hodočasti u Indiju i bez zadrške posvećuje se borbi protiv siromaštva u Trećem svijetu, i pri tom opominje bogate industrijske nacije zbog nesolidarnosti sa siromašnima. Godinu dana kasnije, poglavar Rimokatoličke Crkve prvi puta stupa na tlo »Novoga svijeta«. Papa je u New Yorku, u Ujedinjenim narodima, gdje je održao govor o svjetskom miru. 
Dana 8. prosinca 1965. završio je, nakon više od tri godine Drugi vatikanski sabor. Koncil je donio 16 dekreta, a ni jednu dogmu. Prije nego što je Koncil završio s radom, imenovane su razne papinske komisije, koje trebaju tumačiti i sprovoditi u djela koncilske zaključke. Za vjernike je najznačajnija bila izmjena obreda. Misa više nije bila služena na latinskom jeziku, nego na narodnom jeziku, sa svećenikom okrenutim prema puku. To, što je Rimokatoličkoj Crkvi po cijelom svijetu uspjelo promijeniti oblik bogoslužja gotovo preko noći, epohalno je djelo. Samo dan ranije Papa je objavio i povijesni čin ukidanja međusobnog izopćenja Rima i Carigrada, kojim su se 1054. udaljili Istok i Zapad i započeli veliki raskol.  Nakon Koncila činilo se da je u Crkvi zavladalo reformsko ozračje. 
Papa nastavlja svoja putovanja, zbog kojih je nazvan »Apostol mira« i »Papa hodočasnik«. Godine 1967. Papa objavljuje dvije važne enciklike: "Populorum progressio" i "Sacerdotalis coelibatus". U prvoj enciklici Papa govori o napretku naroda. U njoj iznosi svoju viziju pravednijeg svijeta, u kojoj diže glas za Treći svijet i apelira na bogate za solidarnost. Druga enciklika govori o svećeničkom celibatu, u kojoj Papa inzistira na nužnosti svećeničkog celibata. U godinama nakon koncila Papa je laicizirao više od trideset tisuća svećenika. Kako je jednom sam rekao, to je bio njegov najteži križ. Krivo bi bilo reći da su svi oni napustili Crkvu zbog nemogućnosti osnivanja obitelji. Velika većina njih bila je razočarana postkoncilskom Crkvom. Očekivali su veće promjene nakon Koncila. Sredinom ljeta 1968. Papa izdaje encikliku Humanae Vitae u kojoj piše o vrijednosti ljudskoga života. Ta je enciklika naišla na burne reakcije kod mnogih ljudi, posebno u bogatim zemljama i obilježila njegov pontifikat. Prvi puta papa naglašava kako ljubav u braku treba veseliti, sve dok je i rađanje moguće. U njoj Papa, pozivajući se na svoje predhodnike (naročito na encikliku Pija XI. Casti connubii 1930.) zabranjuje uporabu kontracepcijske pilule.  
Na općoj audijenciji 31. srpnja 1968. Papa je rekao: "Moramo priznati da smo zbog tog osjećaja i mi duhovno nemalo patili. Nikad nismo tako teško osjećali težinu svoje službe, kao u ovoj stvari". Protiv enciklike prosvjedovalo se u cijelom svijetu. Dok su u Latinskoj Americi pozdravili papinu encikliku, u Njemačkoj su ga čak otvoreno pozvali na papino odreknuće. Crkva se našla u krizi. "Vjerovalo se – rekao je papa – da će nakon Koncila zasjati sunce. No, navukli su se tamni oblaci. Oblaci, oluje, postoje sumnje, nesigurnost, nemir, nezadovoljstvo, sukobljavanja. Kako se to moglo dogoditi?" Papa je nastojao naći put ravnoteže između tradicije i reforme. Pri tome se našao između dvije sukobljene strane. Za jedne je bio otišao previše daleko, a za druge nedovoljno daleko. Zaokupljen svim tim pritiscima na godišnjicu svoga izbora 1972., pred mnoštvom hodočasnika, u prepunoj novoj dvorani koju je za te prilike dao sagraditi (danas Dvorana Pavla VI.), rekao je: "Danas na ovaj osobit dan iznimno bismo trebali govoriti o Našoj osobi. Iako nije uobičajeno da govorimo o Našoj osobi... Tada Nam se činilo kao da Nas je svladao neobičan događaj koji je gotovo nadilazio snagu Naše volje. No, nikada Nismo, ni u najmanjoj mjeri željeli, ili možda čak pospješivali Svoj izbor..."  Papa nastavlja putovati. Na jednom putovanju u prosincu 1970. na Filipine, na Papu je izvršen neuspjeli pokušaj atentata. Godine 1971. Papa određuje starosnu granicu od 75 godina u kojoj biskupi moraju napustiti aktivnu službu, te da kardinali stariji od 80 godina ne mogu birati novoga papu. Pavao VI. značajno je proširio, i što je značajnije internacionalizirao Kardinalski zbor. Odredio je da u konklavama ne smije biti više od 120 kardinala.

### Papina smrt
Posljednji puta papa Pavao VI. pojavio se u javnosti 9. svibnja 1978., na misi zadušnici za političara Alda Mora, demokršćanina, žrtve otmice Crvenih brigada (Brigate Rosse), koji mu je bio odani prijatelj još od rane mladosti. Tri mjeseca kasnije, 6. kolovoza 1978. iznenada umire od posljedica srčanog udara u svojem ljetnikovcu u Castel Gandolfu. U posljednjim satima svoga života citirao je sv. Pavla: „Mogu smireno otići. Dobar sam boj bio, trku završio, vjeru sačuvao” (2Tim 4,7).

## Djela
Značajniji dokumenti pape Pavla VI. su:
- Crkvu svoju (Ecclesiam suam, 1964.), enciklika[2]
- Ljudskog života (Humanae vitae, 1968.), enciklika
- Razvoj narodâ (Populorum progressio, 1967.), enciklika
- Osamdeseta obljetnica (Octogesima adveniens, 1971.), apostolsko pismo
- Naviještanje evanđelja (Evangelii nuntiandi), apostolski nagovor (njegov posljednji proglas)

## Štovanje
Tijelo pape Pavla VI. prevezeno je u Vatikan. Na pogrebu je bilo više od sto predstavnika država. Papa je želio jednostavan pogreb, bez posebne grobnice i spomenika.
Papa Franjo proglasio je Pavla VI. blaženim 19. listopada 2014., a svetim 14. listopada 2018.

## Vanjske poveznice
Ostali projekti
|  | Zajednički poslužitelj ima još gradiva o temi Pavao VI. |

Mrežna mjesta
- Pavao VI., Pravda je temelj mira, poslanica za Dan mira 1972. godine, Crkva u svijetu, 1/1972.
- Tomislav Janko Šagi-Bunić, In memoriam papi Pavlu VI., Bogoslovska smotra 3-4/1978.
- Frane Franić, Moje svjedočanstvo o papi Pavlu VI., Crkva u svijetu, 4/1986.